# Статистика популярності операційних систем
Різні категорії комп'ютерів використовують широкий спектр операційних систем, і частка використання відрізняється в одній категорії від інших.
У деяких категоріях операційні системи одного сімейства є домінуючим. Наприклад, більшість настільних комп'ютерів використовують Microsoft Windows а більшість суперкомп'ютерів використовують Linux. В інших категоріях, таких як смартфони і сервери, існує велика різноманітність і конкуренція.
Інформацію про частку операційної системи важко отримати. У більшості категорій нижче, не існує надійного первинного джерела або методології відбору.

## Настільні комп'ютери і ноутбуки
Існує небагато відкрито опублікованої інформації про частку використання операційних систем на настільних комп'ютерах і ноутбуках.
У промові до інвесторів у лютому 2009 року Стів Балмер з Microsoft представ слайд на основі досліджень Microsoft: поки він не показав цифри, кругова діаграма для Linux і Apple Макінтош, виглядала як приблизно 5-6% від домашніх і офісних ПК кожна.
Частка використання вебклієнтів часто слугує основою для визначення частки настільних, але багато комп'ютерів не використовуються для вебсерфінгу. Статистика вебклієнта дозволяє припустити, що Microsoft Windows та Windows Server мають близько 87%, Google Chrome OS та Chromium OS 10.8%, Apple Mac OS 7% і Linux 1% станом на 2020 рік. Співвідношенню між частками настільних і вебклієнтів також кидає виклик мобільний доступ в Інтернет, який виріс до 1% в 2009 році і 4% в 2010 році.
Фінансовий директор Microsoft Пітер Кляйн заявив, у липні 2010 року, що Windows 7 тепер працює на більш ніж 15% всіх комп'ютерів у всьому світі. Дослідження Forrester Research настільних операційних систем, що використовуються в Північній Америці і європейських країнах у 2010 році виявили Windows 7 на 10% всіх комерційних настільних комп'ютерів, Windows XP на 75% і Vista на 7%.

## Вебклієнти
Наступну інформацію про вебклієнтів отримують з інформації агента користувача, яка надається вебсерверам веббраузерами. Ці дані неточні з ряду причин:
- Веббраузери не завжди надають точну інформацію.
- Сайт доповідей може залежати від вашої операційної системи.
- У деяких комп'ютерах брандмауери і фільтри блокують можливість перегляду певних сторінок.
- Деякі комп'ютери не підключені до Інтернету.
- На деяких комп'ютерах може працювати більше ніж одна операційна система одночасно (віртуалізація), або в різний час.
- методологія збору інформації може бути змінені (список сайтів, що проаналізовано, метод визначення операційної системи, врахування сесій, унікальні користувачі, відвідування сайту або перегляд).
- пошукові системи Інтернету можуть значно збільшити трафік мережі.
- Перегляд вебсторінок не однаково важливий для різних груп користувачів.

Останні дані з різних джерел, опублікованих протягом останніх шести місяців наводиться в таблиці нижче. (Всі ці джерела контролюються значним числом вебсайтів. Статистики, які відносяться до одного вебсайту не допускаються).
| Джерело | Дата          | Microsoft Windows | Microsoft Windows | Microsoft Windows | Microsoft Windows | Apple    | Apple | Основані на ядрі Linux | Основані на ядрі Linux | Symbian | Black- Berry OS | Інші  |
| Джерело | Дата          | 7                 | Vista             | XP                | Усі версії        | Mac OS X | iOS   | GNU/Linux              | Android                | Symbian | Black- Berry OS | Інші  |
| --- | ------------- | ----------------- | ----------------- | ----------------- | ----------------- | -------- | ----- | ---------------------- | ---------------------- | ------- | --------------- | ----- |
| AT Internet | Квітень. 2011 | 28.8%             | 16.4%             | 42.1%             | 88.4%             | 6.9%     | 2.8%  | 0.9%                   | 0.5%                   | ---     | ---             | 0.5%  |
| Clicky Web Analytics [Архівовано 29 липня 2010 у Wayback Machine.]                                                                      | Травень. 2011 | 28.91%            | 12.52%            | 32.37%            | 80.90%            | 12.54%   | 3.16% | 1.28%                  | 1.25%                  | 0.11%   | 0.37%           | 0.39% |
| Net Market Share [Архівовано 25 січня 2010 у Wayback Machine.] [Архівовано 22 травня 2011 у Wayback Machine.]                           | Травень. 2011 | 25.89%            | 9.93%             | 52.41%            | 88.69%            | 5.32%    | 2.38% | 0.91%                  | 0.76%                  | 0.31%   | 0.16%           | 1.47% |
| Global Stats [Архівовано 26 травня 2012 у Archive.is] [Архівовано 26 травня 2012 у Archive.is] [Архівовано 26 травня 2012 у Archive.is] | Травень. 2011 | 31.31%            | 11.81%            | 43.19%            | 86.71%            | 5.98%    | 1.85% | 0.76%                  | 1.01%                  | 1.80%   | 0.74%           | 1.15% |
| StatOwl [Архівовано 8 червня 2011 у Wayback Machine.]                                                                                   | Квітень. 2011 | 30.11%            | 16.54%            | 38.59%            | 86.45%            | 12.54%   | ---   | 0.84%                  | ---                    | ---     | ---             | 0.17% |
| W3Counter [Архівовано 6 червня 2011 у Wayback Machine.]                                                                                 | Травень. 2011 | 30.44%            | 11.67%            | 37.76%            | 80.01%            | 9.19%    | 2.30% | 1.52%                  | 0.97%                  | 0.14%   | 0.57%           | 5.30% |
| Webmasterpro [Архівовано 9 березня 2010 у Wayback Machine.]                                                                             | Травень. 2011 | 32.6%             | 16.3%             | 37.6%             | 88.0%             | 6.3%     | 3.2%  | 1.4%                   | 0.7%                   | 0.2%    | 0.02%           | 0.18% |
| Wikimedia [Архівовано 9 липня 2011 у Wayback Machine.]                                                                                  | Травень. 2011 | 29.00%            | 13.65%            | 37.70%            | 80.94%            | 7.90%    | 3.93% | 1.56%                  | 1.19%                  | 0.19%   | 0.47%           | 3.82% |
| Медіана | Травень. 2011 | 29.56%            | 13.09%            | 38.18%            | 86.58%            | 7.40%    | 2.80% | 1.10%                  | 0.97%                  | 0.20%   | 0.42%           | 0.83% |

## Нетбуки
На ринку нетбуків домінує Microsoft Windows, з Linux на другому місці.
У листопаді 2009 року, аналітик ABI казав, що з 35 мільйонів нетбуків в усьому світі в 2009 році, 68% працюють під управлінням Windows і 32% — Linux .

## Мобільні пристрої
Мобільні операційні системи, які можна знайти на смартфонах включають, Symbian OS, iOS, BlackBerry RIM, Windows Mobile (продаються як Windows Phone), Linux, WebOS і Android. Android і WebOS, у свою чергу побудовані на Linux, і iOS походить від BSD і системи NeXTSTEP , які пов'язані з Unix.
| Джерело                   | Дата          | Symbian OS | BlackBerry | iOS    | Основані на ядрі Linux | Основані на ядрі Linux | Основані на ядрі Linux | Windows Phone | Інші |
| ------------------------- | ------------- | ---------- | ---------- | ------ | ---------------------- | ---------------------- | ---------------------- | ------------- | ---- |
| Джерело                   | Дата          | Symbian OS | BlackBerry | iOS    | Android                | GNU/Linux              | webOS                  | Windows Phone | Інші |
| Gartner                   | Q3 2010       | 36.6%      | 14.8%      | 16.7%  | 25.5%                  | 2.1%                   |                        | 2.8%          | 1.5% |
| Canalys                   | Q3 2010       | 33%        | 15%        | 17%    | 25%                    |                        |                        | 3%            |      |
| Stat Counter              | November 2010 | 31.93%     | 19.25%     | 21.94% | 11.61%                 |                        |                        | 0.44%         |      |
| NPD Group (US only)       | Q3 2010       |            | 22%        | 23%    |                        | 44%                    |                        |               |      |
| Canalys (US only)         | Q3 2010       |            | 24.2%      | 26.2%  | 43.6%                  |                        |                        | 3.0%          |      |
| Millenial Media (US only) | August 2010   |            | 19%        | 48%    | 26%                    |                        |                        | 3%            |      |
| Nielsen Company (US only) | March 2011    | 2%         | 22%        | 27%    | 37%                    |                        | 3%                     | 10%           |      |
| Comscore (US only)        | February 2011 |            | 28.9%      | 25.2%  | 33.0%                  |                        | 2.8%                   | 7.7%          |      |
| AdMob                     | August 2009   | 34%        | 8%         | 40%    | 7%                     |                        | 4%                     | 4%            |      |
| In-Stat                   | 2009          | 44.0%      | 19.2%      | 19.8%  | 4.5%                   |                        | 0.9%                   | 9.0%          | 2.6% |
|                           |               |            |            |        |                        |                        |                        |               |      |

У липні 2010 року ABI Research опублікувала доповідь, що містить пропозиції, що число Linux-ініціатив, включаючи Google Android і Chrome OS, MeeGo і WebOS, буде поставлятися на 62% мобільних пристроїв до 2015 року.

## Сервери
Програмне забезпечення для сервер ринку продається через комерційні канали і може бути виміряним двома способами - частка ринку з проданих або частки ринку за доходами. Однак, ці методи можуть мати недооблік частки операційних систем з відкритим вихідним кодом, що використовуються в даний час, так як такі операційні системи можна отримати безкоштовно з або без підтримки і можуть бути завантажені на комп'ютери..
Інший метод полягає в обстеженні загальнодоступних серверів, таких як вебсервери в Інтернеті, і визначити операційної системи таких серверів шляхом перевірки відповідей. Цей метод дає альтернативне розуміння частку ринку операційних систем, встановлених насправді на цих серверах, на відміну від проданих. Цей метод, однак, включає тільки сервери доступні в Інтернеті, і виключає всі інші сервери.
| Джерело        | Дата           | Метод       | Linux  | Microsoft Windows | Unix     | Unix  | Unix    | Unix      | Інші   | References           |
| Джерело        | Дата           | Метод       | Linux  | Microsoft Windows | Всі Unix | BSD   | Solaris | Інші Unix | Інші   | References           |
| -------------- | -------------- | ----------- | ------ | ----------------- | -------- | ----- | ------- | --------- | ------ | -------------------- |
| W3Techs        | September 2010 | Units (Web) | 63.7%  | 33.7%             | 2.7%     | 2.4%  | 0.1%    | 0.2%      | <0.1%  | [ 10 ] [ 11 ] [ 12 ] |
| IDC            | Q1 2010        | Revenue     | 16.2%  | 48.9%             | 22.2%    |       |         |           |        | [ 13 ]               |
| Security Space | July 2009      | Units (Web) | 74.29% | 20.36%            | 5.35%    | 5.35% |         |           |        | [ 14 ] [ 15 ]        |
| Netcraft       | Jan 2009       | Units (Web) | 41.02% | 41.59%            | 5.54%    | 3.30% | 1.90%   | 0.34%     | 11.83% | [ 16 ]               |
| Gartner        | 2007           | Revenue     | 23.2%  | 66.8%             | 6.8%     |       |         |           |        | [ 17 ] [ 18 ]        |
|                |                |             |        |                   |          |       |         |           |        |                      |

## ЕОМ
IBM System z має 90-95% частки на ринку апаратних засобів ЕОМ.
Операційні системи для IBM System Z апаратних покоління включають в комплекті власності IBM в z/OS, Linux на System Z і станом на 7 жовтня 2008 р.; 2 роки тому прототип OpenSolaris на System z.
Gartner повідомила 23 грудня 2008 року;. 2 роки тому, що Linux на System Z була використана приблизно на 28% "клієнтська база Z", і що вони очікували цього, зросте до більш ніж 50% у наступні п'ять років [31]
З Linux на System Z, Red Hat і Novell конкурують, щоб продати RHEL і SLES відповідно.
До 2006 року Novell стверджує частка ринку 85% і більше.
Red Hat з тих пір стверджували, 18,4% в 2007 році і 37% у 2008 році.
Gartner повідомила в кінці 2008 року, що Novell була 80% частки мейнфреймів Linux.

## Суперкомп'ютери

Graph of supercomputer OS market share from around 1994 to 2010 according to TOP500.

Графік частки ринку ОС суперкомп'ютерів  від 1994 до 2010 року згідно з TOP500.
TOP500 списки проектів і займає 500 найшвидких суперкомп'ютерів. Потім він публікує зібрані дані два рази на рік. У листопаді 2010 цифри показують, Linux лідирує на 91,8%, далі йдуть IBM AIX на 3,4%, а Microsoft Windows HPC Server 2008 на рівні 1,0%. Використання змішаної операційної системи становить 3,2%, та інші рахунки на 0,6%. [34] [35]
| Джерело | Дата          | Linux | IBM AIX | Змішані | Microsoft HPCS 2008 | Інші  | Список літератури |
| ------- | ------------- | ----- | ------- | ------- | ------------------- | ----- | ----------------- |
| TOP500  | November 2010 | 91.8% | 3.4%    | 3.2%    | 1.0%                | 0.6%. | [ 20 ] [ 21 ]     |